# Josiah Bartlet
Josiah „Jed” Bartlet – fikcyjna postać demokratycznego prezydenta Stanów Zjednoczonych w serialu stworzonym przez Aarona Sorkina pt. „Prezydencki poker”. Wcielił się w nią Martin Sheen. Jego żoną jest Abigail Bartlet, z którą ma trzy córki – Elizabeth, Eleanor oraz najmłodszą Zoey. Kandydował do najwyższego urzędu w kraju, będąc gubernatorem New Hampshire. Wygrał reelekcję, pokonując byłego republikańskiego gubernatora Florydy Roberta Ritchiego. Zdobywca Nagrody Nobla w dziedzinie ekonomii. Inteligentny, dowcipny, spontaniczny, nierzadko impulsywny. Erudyta, katolik; pasjonat religii (lubuje się w cytatach biblijnych po łacinie) i historii. W jednym z odcinków stwierdza, iż traktuje Josha Lymana (jednego ze swoich doradców) jak syna. W wielu sytuacjach dowodzi również sympatii i przywiązania do swojego asystenta, Charliego Younga.

## W drodze do Białego Domu
Jego ojciec był dyrektorem szkoły, do której uczęszczał. Wiązała go z nim trudna relacja, której echa powracają w kilku momentach serialu i mają wpływ na bieżące decyzje i zachowanie urzędującego prezydenta. Jego najbliższym przyjacielem jest Leo McGarry, który był faktycznym inspiratorem kandydowania Bartleta na urząd prezydenta Stanów Zjednoczonych, podsuwając od razu pomysł hasła kampanii – „Bartlet for America” (Bartlet dla Ameryki). Stanowisko wiceprezydenta Bartlet zaproponował senatorowi Johnowi Hoynesowi, tuż po pokonaniu go w prawyborach Partii Demokratycznej.
Wiadomo, iż przez dwie dwuletnie kadencje przed objęciem najwyższego stanowiska pełnił urząd gubernatora New Hampshire (1995–1999, wybrany ponownie w 1996 odsetkiem 69% głosujących).

## Zamach
W ostatnim odcinku pierwszej serii ma miejsce zamach grupy rasistowskiej na czarnoskórego Charliego Younga, który naraził się im faktem spotykania się z najmłodszą córką państwa Bartlet – Zoey. W czasie ataku prezydent zostaje ranny w brzuch, a następnie zoperowany pod narkozą, jednak już w kolejnym odcinku pojawia się w Białym Domu bez śladu po odniesionej kontuzji.

## Przyjaźń z panią Landingham
Sekretarką gubernatora, a następnie prezydenta Bartleta jest Dolores Landigham. Wcześniej była ona asystentką ojca Jeda Bartleta. Jej śmierć w wypadku samochodowym pod koniec drugiego sezonu (odcinek „18th and Potomac” – „Na rogu 18. i Potomac”) i późniejsza, przełomowa rozmowa z duchem pani Landingham (odcinek „Two cathedrals”) zdopingowały go do podjęcia decyzji o walce o reelekcję. Wątpliwości co do ponownego startu w wyborach pojawiły się po wypłynięciu sprawy zatajenia przez Bartleta swojej choroby (stwardnienia rozsianego) podczas pierwszej kampanii prezydenckiej.

## 25. poprawka
Pod koniec czwartej serii porwana zostaje najmłodsza córka Bartleta – Zoey. Prezydent powołuje się wtedy na 25. poprawkę do amerykańskiej konstytucji, oddającą czasowo władzę kolejnej osobie w linii sukcesji prezydenckiej. Z uwagi na wakat na stanowisku wiceprezydenta (John Hoynes, który sprawował wcześniej tę funkcję, podaje się do dymisji po romansie z dziennikarką i wyjawieniu tajemnic państwowych), odpowiedzialność spada na przewodniczącego Izby Reprezentantów Glena Walkena, polityka Partii Republikańskiej. Po odnalezieniu Zoey, prezydent przejmuje ponownie władzę.

## Po napisach końcowych
Jego następcą jest Demokrata Matt Santos, w którego kampanii ważną rolę odgrywali doradcy prezydenta Bartleta. Trzy lata po zakończeniu kadencji otworzono Prezydencką Bibliotekę imienia Josiah Bartleta.